# Trilocularenidae
Trilocularenidae es una familia de foraminíferos bentónicos de la superfamilia Rzehakinoidea, del suborden Schlumbergerinina y del orden Schlumbergerinida. Su rango cronoestratigráfico abarca el Holoceno.

## Discusión
Clasificaciones previas incluían Trilocularenidae en el suborden Textulariina del orden Textulariida o en el orden Lituolida. También han sido incluidos en suborden Rzehakinina y en el orden Rzehakinida, aunque estos taxones han sido considerados sinónimos posteriores de Schlumbergerinina y Schlumbergerinida respectivamente.

## Clasificación
Trilocularenidae incluye a las siguientes géneros:
- Falsagglutinella
- Geracia
- Trilocularena